# Cuneta

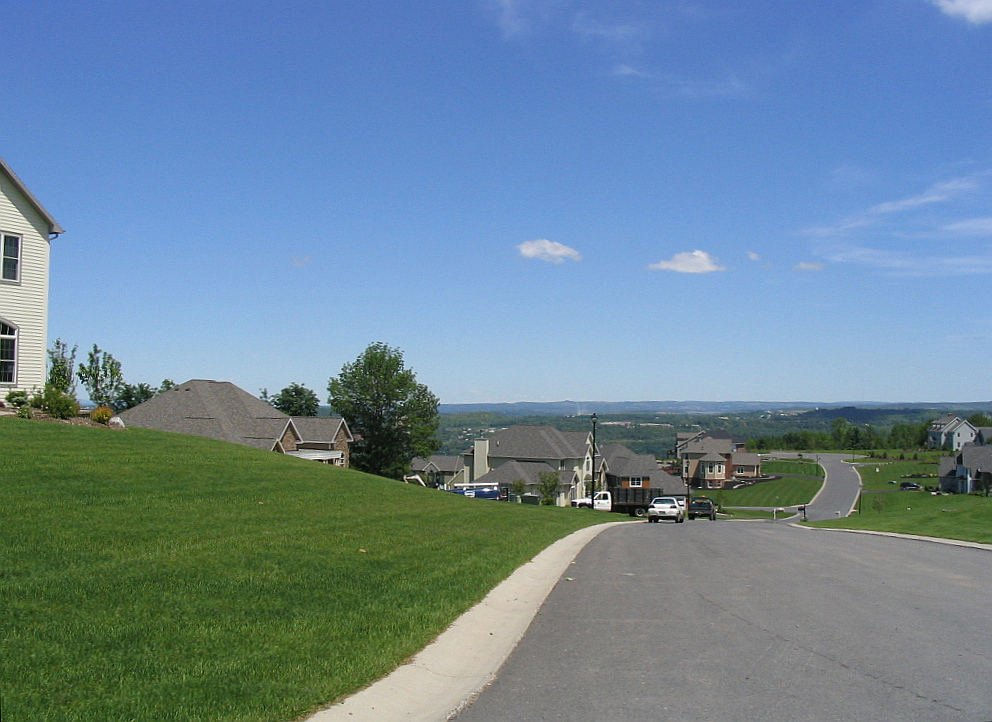
Cuneta.

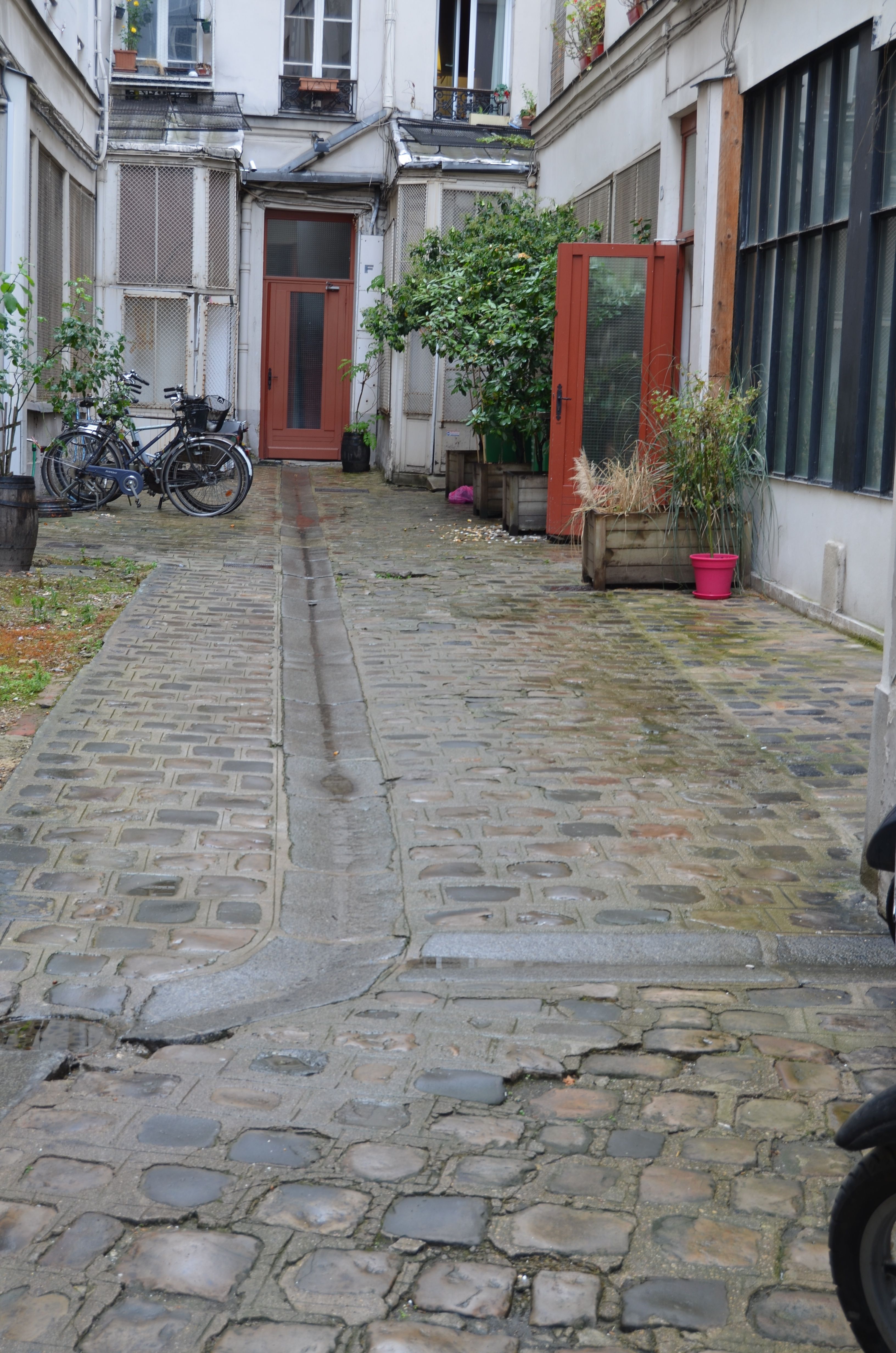
Cuneta al centre d'un passatge a París.

Una cuneta (de l'italià cunetta, derivat de lacuna o llacuna) és una rasa o canal que s'obre als costats de les vies terrestres de comunicació (camins, carreteres, autovies ...) i que, a causa del seu menor nivell, rep les aigües pluvials i les condueix cap a un lloc que no provoquin danys o inundacions. També pot servir com a defensa de petites ensulsiades quan les vies creuen trinxeres.
De vegades, algunes espècies animals o vegetals les poden usar com a mitjà de dispersió, tal és el cas de la tortuga capgròs del Pantanal o de la gambúsia.

## Història
En les fortificacions, es deia cuneta al petit canal o rasa oberta enmig d'un fossat sec per recollir les aigües. D'aquí es va estendre el seu ús a les carreteres i en general, a tota petita rasa o canal destinada al mateix objecte.